# Saint-Saturnin (Sarthe)
Saint-Saturnin település Franciaországban, Sarthe megyében. Lakosainak száma 2773 fő (2022. január 1.). Saint-Saturnin La Bazoge, La Chapelle-Saint-Aubin, La Milesse, Neuville-sur-Sarthe és Saint-Pavace községekkel határos.

## Népesség
A település népessége az elmúlt években az alábbi módon változott:
| Lakosok száma | 2484 | 2487 | 2612 | 2529 | 2560 | 2590 | 2705 | 2706 | 2773 |
|               | 2013 | 2015 | 2016 | 2017 | 2018 | 2019 | 2020 | 2021 | 2022 |